# NGC 7791
NGC 7791 је двојна звезда у сазвежђу Пегаз која се налази на NGC листи објеката дубоког неба.
Деклинација објекта је + 10° 45' 58" а ректасцензија 23h 57m 57,2s. Привидна величина (магнитуда) објекта NGC 7791 износи 8,5.